# Солдаткин, Василий Иванович
Васи́лий Ива́нович Солда́ткин (род. 17 января 1957 года, Куйбышев) — советский и российский педагог.  Президент НП "Открытый университет". Кандидат экономических наук, доктор философских наук, профессор. 

## Биография
В 1978 году окончил с отличием учётно-экономический факультет Куйбышевского планового института;
В 1978–1980 годах — ассистент кафедры политической экономии Куйбышевского политехнического института.
В 1980–2000 годах — ассистент, доцент, заведующий кафедрой, проректор Московского государственного университета экономики, статистики и информатики (МГУЭСИ);
В 1983 году окончил аспирантуру Московского экономико-статистического института (МЭСИ) по специальности «Политическая экономия».
В 2000 году защитил диссертацию на соискание учёной степени доктора филослфских наук по теме «Современная государственная образовательная политика: социальные императивы и приоритеты»
С 2001 года - исполнительный вице-президент и исполнительный директор некоммерческого партнерства образовательных и научных учреждений «Открытый университет»;
В 2000–2006 годах — директор Российского государственного института открытого образования.
2006–2007 - заместитель первого проректора Московского государственного университета сервиса (МГУС);
2007–2009 - ректор Московского технологического института «ВТУ»;
2009–2018 - первый вице-президент Московского технологического института «ВТУ» по образовательной деятельности;
2018–н/в - президент НП "Открытый университет". 
Лауреат премии Правительства Российской Федерации в области образования, Почетный работник высшего профессионального образования Российской Федерации, Действительный член Международной академии наук высшей школы, Действительный член Нью-Йоркской академии наук, Действительный член Российской академии естественных наук, Действительный член Международной академии информатизации, Индивидуальный член European Distance Education Network (EDEN), Член Союза журналистов России.
Опубликовано 427 работ. Осуществил научное редактирование: 65 работ.

## Научные труды
- Солдаткин В.И. Информатика в системе дистанционного образования на рубеже XXI в.//Дистанционное образование. – 1998. – №1.
- Информатизация образования: состояние проблемы и перспективы /Зайцева Ж.Н., Солдаткин В.И. – М.: ИЦПКПС, 1998. – 38 с.
- Дистанционные образовательные технологии: информационный аспект /Лобачев С.Л., Солдаткин В.И. – М.: МЭСИ, 1998. – 104 с.
- Солдаткин В.И. Современная государственная образовательная политика: социальные императивы и приоритеты. – М.: МЭСИ, 1999. – 366 с.
- Солдаткин В.И. Проблемы создания и развития открытого образования в России //Дистанционное образование. – 1999. – № 5.
- Виртуальная образовательная среда: предпосылки, принципы, организация /Тихомиров В.П., Солдаткин В.И., Лобачев С.Л.//Международная академия открытого образования. – М.: МЭСИ, 1999. – 164 с.
- Дистанционное обучение: сущность, технология, организация/Андреев А.А., Солдаткин В.И. – М.: МЭСИ, 1999. – 196 с.
- Солдаткин В.И. Современная государственная образовательная политика: социальные императивы и приоритеты //Образование. – 2000. - № 2. – 2,0 п.л.
- Открытое образование: предпосылки, проблемы и тенденции развития /Зайцева Ж.Н., Рубин Ю.Б., Солдаткин В.И., Титарев Л.Г., Тихомиров В.П., Хорошилов А.В., Ярных В.В. //Под общей ред. Тихомирова В.П. – М.: МЭСИ, 2000. – 178 с.
- Генезис виртуальной образовательной среды на основе интенсификации информационных процессов современного общества/Зайцева Ж.Н., Солдаткин В.И. //Информационные технологии. – 2000. – № 3.
- Среда ИНТЕРНЕТ-обучения системы образования России: проект Глобального виртуального университета /Тихомиров В.П., Солдаткин В.И., Лобачев С.Л. //Международная академия открытого образования. – М.: МЭСИ, 2000. – 332 с.
- Концепция информационно-образовательной среды Западного административного округа г. Москвы «Запад Москвы on-line». WEST-MOSCOW-ON-LINE /Тихомиров В.П., Солдаткин В.И., Лобачев С.Л. – М.: МЭСИ, 2000.
- Солдаткин В.И. Проблемы создания информационно-образовательной среды открытого образования (По материалам выступления) //Университетское управление: практика и анализ. - 2001. - № 4(19). С. 14-17.
- Информационно-образовательная среда открытого образования и организация подготовки кадров для работы в ней /Поляков А.А., С.Л.Лобачев, В.И.Солдаткин //Открытое и дистанционное образование. – 2001. – № 2 (4).
- Солдаткин В.И. Открытое образование: проблемы формирования единой информационной среды //Телекоммуникации и информатизация образования. – 2001. – № 6 (7). – с. 18-28.
- Солдаткин В.И. О необходимости создания Российского государственного открытого университета //Открытое и дистанционное образование. – 2002. - № 3 (7). – с. 5-10.
- Российский портал открытого образования OPENET.RU: проблемы и перспективы /Лобачев С.Л., Солдаткин В.И. – Российский государственный институт открытого образования. – М.: МГИУ, 2002. – 148 с.
- Прикладная философия открытого образования: педагогический аспект /Андреев А.А., Солдаткин В.И. – М.: МГОУ, 2002. – 168 с.
- Образовательные порталы: проблемы и решения /Лобачев С.Л., Солдаткин В.И. //Телекоммуникации и информатизация образования. - № 3. – 2002. – с. 28-34.
- Основы открытого образования. – Т. 1. /Отв. ред. В.И.Солдаткин. – Российский государственный институт открытого образования. – М.: НИИЦ РАО, 2002. – 676 с.
- Основы открытого образования. – Т. 2. /Отв. ред. В.И.Солдаткин. – Российский государственный институт открытого образования. – М.: НИИЦ РАО, 2002. – 680 с.
- Преподавание в сети Интернет: Учеб. пособие /Отв. редактор В.И.Солдаткин. — М: Высшая школа, 2003 — 792 с.
- Российский портал открытого образования: обучение, опыт, организация. Настольная книга / Отв. ред. В.И.Солдаткин. — М.: МГИУ, 2003. — 508 с.
- Открытое образование: стандартизация описания информационных ресурсов /Е.И.Горбунова, С.Л.Лобачев, А.А.Малых, А.В.Манцивода, А.А.Поляков, В.И.Солдаткин; Отв. ред. С.Л.Лобачев и А.В.Манцивода. – М.: РИЦ «Альфа» МГОПУ им. М.А.Шолохова, 2003. – 215 с.
- Солдаткин В.И. Электронная педагогика: основания и проблемы //Байкальский психологический и педагогический журнал. – 2003. - № 1. – С. 61-70.
- Солдаткин В. Дистанционные образовательные технологии в новейшем законодательстве России. Комментарий к Федеральному закону от 10.01.2003 № 11–ФЗ //Образование в документах. – 2003. - № 8 (171), март
- Российский портал открытого образования /Лобачев С.Л., Солдаткин В.И. //Сб. научн. ст. «Интернет-порталы: содержание и технологии». Вып. 1. ГНИИ ИТТ «Информика». — М.: Просвещение, 2003. — С. 182-218.
- Солдаткин В.И. Российский портал открытого образования: принципы создания //Ученые записки. Вып. 8. – М.: ИИО РАО, 2003. – с. 100-106.
- Интернет-обучение: тенденции и проблемы /Лобачев С.Л., Солдаткин В.И. //Телекоммуникации и информатизация образования. – 2004. - № 2 (21). – С. 18-39.
- Солдаткин В.И. Развитие открытого профессионального образования в контексте современной глобализации //Вестник Воронежского государственного университета. – Сер. «Проблемы высшего образования». – 2004. - № 1. – С. 22-30.
- Солдаткин В.И. Интернет-обучение как национальный проект //Телекоммуникации и информатизация образования. - 2006. - № 1. - С. 22-36.
- Солдаткин В.И. Проблемы развития дистанционного обучения в России //Вестник компьютерных и информационных технологий. – 2006. – № 12. – С. 33-41.
- Реализация on-line университета в среде новой версии Российского портала открытого образования на платформе Moodle /Лобачев С.Л., Солдаткин В.И. //Информатизация образования. - № 1. - 2010, С. 31-43.

## Общественные должности
Совет по сотрудничеству в области образования государств-участников СНГ
Член Комиссии по дистанционному обучению (решение от 16.04.2003), Член рабочей группы по подготовке проектов Соглашения о координации работ в области информатизации образовательных систем государств-участников СНГ и Программы мероприятий по его реализации (от российской стороны) (приказ Минобразования России от 17.07.03 № 3074)
Федеральная служба по надзору в сфере образования и науки
Член экспертной группы Рособрнадзора для проведения экспертизы и проработки вопросов в сфере контроля и надзора за реализацией образовательной деятельности с применением дистанционных образовательных технологий (распоряжение Рособрнадзора № 548-05 от 09.12.04)
Министерство юстиции Российской Федерации
Член Правления Общероссийской общественной организации «Попечительский совет уголовно-исправительной системы»
Средства массовой информации:
Главный редактор электронного журнала «Дистанционные образовательные технологии» (Эл № 77-8649 от 03.03.04), Член редакционного совета журнала «Открытое образование», Член редакционного совета журнала «Телекоммуникации и информатизация образования»

## Профессиональные свидетельства
- Диплом Всероссийского конкурса научно-технических разработок Рособразования «За проведение общероссийской программы повышения квалификации и профессиональной переподготовки «Преподавание в сети интернет» в федеральном образовательном портале «Российский портал открытого образования» (01.10.2005)
- Свидетельство Российского агентства по патентам и товарным знакам (РОСПАТЕНТ) об официальной регистрации программы для ЭВМ «Система тестирования информационно-образовательной среды» № 2003612724 от 25.12.2003 (в соавторстве).
- Свидетельство Российского агентства по патентам и товарным знакам (РОСПАТЕНТ) об официальной регистрации программы для ЭВМ «Распределенная электронная библиотека информационно-образовательной среды» № 20026113311 от 07.08.2002 (в соавторстве)
- Свидетельство аудитора //Аудиторская палата АСВЭК (№ 72 от 14.02.1994)
- Свидетельство Рособрнадзора об аккредитации эксперта в сфере образования от 13.09.2012, № 507-07

## Государственные и отраслевые награды
- Благодарность Федерального агентства по образованию (приказ Рособразования № 18-09/02 от 15.01.2007)
- Медаль К.Д.Ушинского «За заслуги в области педагогических наук» (приказ Минобрнауки России № 77 /к-н от 06.02.2006)
- Благодарность Федерального агентства по образованию (приказ Рособразования № 12-02-09/77 от 30.09.2005)
- Лауреат премии Правительства Российской Федерации в области образования (постановление Правительства Российской Федерации № 792 от 15.12.2004)
- Благодарность Федерального агентства по образованию (приказ Рособразования № 17-2-9/2 от 24.09.2004)
- Почетная грамота Министерства образования Российской Федерации (приказ № 13-311 от 19.12.2003)
- Нагрудный знак «Почетный работник высшего профессионального образования Российской Федерации» (приказ № 08-370 от 06.05.2002)
- Благодарность Министра образования Российской Федерации (приказ № 13-60 от 18.03.2002)
- Почетная грамота Министерства образования Российской Федерации (14.02.2000)
- Медаль «За укрепление боевого содружества» (приказ Минобороны России № 467 от 08.07.1999)
- Медаль «В память 850-летия МОСКВЫ» (Указ Президента Российской Федерации А№ 0289891от 26.02.1997)
- Медаль «300 лет Российскому флоту» (Указ Президента Российской Федерации А№ 0585816 от 07.06.1996)

## Поощрения
- Высший орден Российской академии естественных наук (РАЕН) и почетное звание «Рыцарь науки и искусств» (решение президиума РАЕН № 192 от 12.09.2006)
- Благодарственное письмо Федерального агентства по образованию (приказ Рособразования № 12-02-09/77 от 30.09.2005)
- Благодарность Федеральной службы по надзору в сфере образования и науки (письмо № 02-60/Л от 25.02.2005)
- Благодарственное письмо Федерального агентства по образованию (письмо от 02.10.2004)
- Почетная грамота Кемеровского государственного университета и нагрудный знак КемГУ «За заслуги» (выдана 09.10.2003)
- Медаль «За заслуги перед Томским государственным университетом» (выдана 10.09.2003)
- Нагрудный знак Всероссийского выставочного центра «Участник ВВЦ» (постановление № 92 от 29.10.2002)
- Юбилейная медаль «За заслуги в образовании. 75 лет» (№ 01161 от 22.02.2002)
- Почетная (золотая) медаль Всероссийского выставочного центра «Лауреат ВВЦ» (20.11.2001)
- Благодарность Минвуза СССР (письмо № 99-11-45/16 от 11.03.1987)